# Diócesis de Doumé-Abong' Mbang
La diócesis de Doumé-Abong' Mbang (en latín: Dioecesis Dumensis-Abongensis-Mbangensis y en francés: Diocèse de Doumé-Abong' Mbang) es una circunscripción eclesiástica de la Iglesia católica en Camerún. Se trata de una diócesis latina, sufragánea de la arquidiócesis de Bertoua. Desde el 24 de enero de 1997 su obispo es Jan Ozga.

## Territorio y organización
La diócesis tiene 36 378 km² y extiende su jurisdicción sobre los fieles católicos de rito latino residentes en la región del Este en el departamento de Haut-Nyong.
La sede de la diócesis se encuentra en la ciudad de Doumé, en donde se halla la Catedral de San Pedro y San Pablo. En Abong-Mbang (o Abong' Mbang) se encuentra la Concatedral del Sagrado Corazón.
En 2021 en la diócesis existían 25 parroquias.

## Historia
El vicariato apostólico de Doumé fue erigido el 3 de marzo de 1949 con la bula Quo faciliori del papa Pío XII, obteniendo el territorio del vicariato apostólico de Yaundé (hoy arquidiócesis de Yaundé).
El 14 de septiembre de 1955 el vicariato apostólico fue elevado a diócesis con la bula Dum tantis por el papa Pío XII. Originalmente era sufragánea de la arquidiócesis de Yaundé.
El 17 de marzo de 1983 cedió una parte de su territorio para la erección de la diócesis de Bertoua (hoy arquidiócesis) y al mismo tiempo asumió su nombre actual, mediante la bula Gravissimum officium del papa Juan Pablo II.
El 11 de noviembre de 1994 pasó a formar parte de la provincia eclesiástica de la arquidiócesis de Bertoua.

## Estadísticas
Según el Anuario Pontificio 2022 la diócesis tenía a fines de 2021 un total de 142 000 fieles bautizados.
| Año                                                                             | Población            | Población | Población      | Sacerdotes | Sacerdotes    | Sacerdotes    | Bautizados por sacerdote | Diáconos permanentes | Religiosos | Religiosos | Parroquias |
| Año                                                                             | Bautizados católicos | Total     | % de católicos | Total      | Clero secular | Clero regular | Bautizados por sacerdote | Diáconos permanentes | Varones    | Mujeres    | Parroquias |
| ------------------------------------------------------------------------------- | -------------------- | --------- | -------------- | ---------- | ------------- | ------------- | ------------------------ | -------------------- | ---------- | ---------- | ---------- |
| 1950                                                                            | 22 129               | 200 000   | 11.1           | 27         | 2             | 25            | 819                      |                      |            |            |            |
| 1970                                                                            | 61 415               | 274 484   | 22.4           | 51         | 5             | 46            | 1204                     |                      | 76         | 68         | 21         |
| 1980                                                                            | 94 952               | 382 500   | 24.8           | 53         | 14            | 39            | 1791                     |                      | 59         | 86         | 24         |
| 1990                                                                            | 72 190               | 180 000   | 40.1           | 19         | 10            | 9             | 3799                     |                      | 13         | 48         | 25         |
| 1999                                                                            | 71 107               | 248 707   | 28.6           | 20         | 12            | 8             | 3555                     |                      | 10         | 36         | 13         |
| 2000                                                                            | 71 409               | 249 500   | 28.6           | 26         | 13            | 13            | 2746                     |                      | 15         | 32         | 13         |
| 2001                                                                            | 84 827               | 250 000   | 33.9           | 26         | 14            | 12            | 3262                     |                      | 14         | 32         | 13         |
| 2002                                                                            | 84 827               | 250 000   | 33.9           | 40         | 26            | 14            | 2120                     |                      | 16         | 48         | 13         |
| 2003                                                                            | 117 925              | 220 000   | 53.6           | 39         | 25            | 14            | 3023                     |                      | 19         | 46         | 13         |
| 2004                                                                            | 92 646               | 198 302   | 46.7           | 34         | 20            | 14            | 2724                     |                      | 18         | 41         | 32         |
| 2006                                                                            | 95 653               | 206 000   | 46.4           | 39         | 27            | 12            | 2452                     |                      | 15         | 55         | 20         |
| 2013                                                                            | 102 000              | 247 000   | 41.3           | 26         | 18            | 8             | 3923                     | 3                    | 13         | 47         | 21         |
| 2016                                                                            | 131 200              | 272 800   | 48.1           | 36         | 23            | 13            | 3644                     |                      | 20         | 36         | 25         |
| 2019                                                                            | 141 000              | 280 300   | 50.3           | 48         | 38            | 10            | 2937                     |                      | 12         | 50         | 25         |
| 2021                                                                            | 142 000              | 285 000   | 49.8           | 49         | 39            | 10            | 2897                     | 7                    | 13         | 48         | 25         |
| Fuente: Catholic-Hierarchy, que a su vez toma los datos del Anuario Pontificio. |                      |           |                |            |               |               |                          |                      |            |            |            |

## Episcopologio
- René Graffin, C.S.Sp. † (3 de marzo de 1949-15 de marzo de 1951 renunció)
- Jacques Teerenstra, C.S.Sp. † (15 de marzo de 1951-13 de mayo de 1961 falleció)
- Lambertus Johannes van Heygen, C.S.Sp. † (16 de abril de 1962-17 de marzo de 1983 nombrado obispo de Bertoua)
- Pierre Augustin Tchouanga, S.C.I. † (17 de marzo de 1983-24 de febrero de 1995 renunció)
- Jan Ozga, desde el 24 de enero de 1997